# Neolosbanus nepalensis
Neolosbanus nepalensis är en stekelart som beskrevs av John M. Heraty 1994. Neolosbanus nepalensis ingår i släktet Neolosbanus och familjen Eucharitidae.
Artens utbredningsområde är Nepal. Inga underarter finns listade i Catalogue of Life.